# Muhammad Ilyas al-Kandhlawi
Muḥammad Ilyās ibn Muḥammad Ismā'īl Kāndhlawī Dihlawī, né en 1885 à Kandhla et mort le 13 juillet 1944) fut un ouléma indien affilié au mouvement Deobandi. Il est principalement connu pour avoir institué, en 1925, le Tablighi Jamaat, une organisation prosélytique sunnite, dont l’origine remonte à la région de Mewat. 

## Jeunesse et éducation
Muhammad Ilyas naquit en1303 de l’hégire (1885-1886) au village de Kandhla, situé dans le district de Muzaffarnagar, alors partie des Provinces du Nord-Ouest de l’Inde britannique (actuellement dans le district de Shamli, en Uttar Pradesh, Inde). Son année de naissance peut être déterminée par le tarikh (chronogramme) « Akhtar Ilyas » (اختر الیاس), selon le système de numération abjad,.  
Dans un mekteb local, il mémorisa un Juz' et quart du Coran, puis acheva l’intégralité de son hifz (mémorisation) sous la guidance paternelle dans la région de Nizamuddin, à Delhi. Par la suite, il s’adonna à l’étude des rudiments de la langue arabe et persane, principalement sous l’égide de son géniteur. Plus tard, il séjourna et étudia auprès de Rashid Ahmad Gangohi, érudit renommé, jusqu’au trépas de ce dernier en 1905, alors que Muhammad Ilyas atteignait sa vingtième année. En 1908, il s’inscrivit à la prestigieuse institution de Darul Uloom Deoband, où il eut pour maître Mahmud Hasan Deobandi. 

## Fondation de Tablighi Jamaat
Au commencement des années 1920, il forma une cohorte de jeunes diplômés issus des madrasas de Deoband et de Saharanpur, qu’il dépêcha ensuite vers la région de Mewat afin d’y ériger un réseau de mosquées et d’y impulser un mouvement d’écoles islamiques. Il déclara en son temps que, s’il lui eût fallu attribuer une dénomination à son entreprise, celle-ci eût été intitulée Tehreek-e-Imaan (« mouvement de la Foi »). Les populations méridionales asiatiques commencèrent à désigner ses adeptes sous le vocable de Tableeghi, appellation qui finit par se répandre parmi la population. Depuis lors, le Tablighi Jamaat s’est affirmé comme l’une des mouvances islamiques les plus prolifiques à travers le monde, étendant son influence en maints pays, au nombre desquels le Canada, l’Afrique du Sud et le Royaume-Uni. 

## Héritage
Abul Hasan Ali Hasani Nadwi a écrit une biographie intitulée Vie et mission de Maulana Mohammad Ilyas.